# Jaqueline Mourão
Jaqueline Mourão (Belo Horizonte, 1975. december 27. –) brazil biatlonista, sífutó és kerékpárversenyző valamint hegyi-kerékpáros. 2004-ben és 2008-ban a nyári, 2006-ban, 2010-ben és 2014-ben pedig a téli olimpiai játékokon vett részt.